# Burhanivka, Snihurivka
Burhanivka (în ucraineană Бурханівка) este un sat în comuna Kuibîșeve din raionul Snihurivka, regiunea Mîkolaiiv, Ucraina.

## Demografie
Componența lingvistică a localității Burhanivka
     Ucraineană (96,11%)
     Rusă (2,83%)
     Alte limbi (1,06%)
Conform recensământului din 2001, majoritatea populației localității Burhanivka era vorbitoare de ucraineană (96,11%), existând în minoritate și vorbitori de rusă (2,83%).